# Inés Miguens
María Inés "Galleta" Miguens (Buenos Aires, Argentina; 22 de enero de 1946 - 20 de marzo de 2025) fue una conocida cantante de tango argentina.

## Carrera
Inés Miguens es una cantante tanguera que con su personalidad picaresca y su marca característica grabó sus primeros discos, en el sello EPIC de la CBS Columbia.
Iniciada profesionalmente a los 17 años, fue la primera cantante femenina en integrar una orquesta junto al célebre músico argentino Osvaldo Pugliese, junto a sus grandes músicos como Abel Córdoba y Adrián Guida. Pugliese adoptó por única vez, la orquesta a los tangos "reos", que eran la característica del repertorio de la cantante.
Luego formó el Trío Contemporáneo con el que hizo giras por todo el país.
Cantó en los mejores lugares de tango de la ciudad de Buenos Aires como El viejo almacén y Michelangelo. En 1969 cantó junto a Lucio Demare en la famosa tanguería "Malena al Sur".
Canto también con respetados cantantes y músicos argentinos como  Rubén Celiberti, el Tango Trío (junto a Pepito Cibrian), Aníbal Troilo, Juan D'Arienzo, Héctor Pacheco, Roberto Grela y Carlos Marzán.
Hizo varias temporadas de verano en distintos lugares de la costa y cantó dos años en Europa. Interpretó varios temas en su Café Concert, Tangolerias.
Luego viajó a Estados Unidos, donde cantó en varios lugares. Llenando el Four Ambassador de Miami en audiencia latina y americana.
En 1995 inaugura otro local de tango, esta vez en San Telmo, Taconeando, en la que compartió un tema con el futbolista Diego Armando Maradona.
En el 2008 estuvo con Hernan Frizzera en el Café Lounge.
Es una de las pocas cantoras argentinas que impuso el lunfardo en sus letras. Otra de ellas fue la reconocida Rosita Quiroga.
Apareció en varios programas televisivos junto a Roberto Galán, principalmente en la década del '70 y '80, que también dirigió y produjo. Estos fueron:
- 1968: La Botica del Ángel con Eduardo Bergara Leumann (debutó a los 18 años).[6]
- 1969: Remates musicales
- 1970: Tangolerias junto a Galán, Mario Sánchez y Guillermo Nimo, emitido por Canal 11
- 1972: Yo me quiero casar, y usted?
- 1988: Si lo sabe cante
- 1988: Las locuras de Galán, junto Galán, Ámbar La Fox, Katia Iaros y Guillermo Brizuela Méndez.En este programa trabajó además como autora de letras de varias canciones.

En el 2012 y 2013 reapareció en los especiales de Crónica Tv, Hechos y protagonistas, conducido por Anabela Ascar.
Como cantante tuvo una importante trayectoria hasta a actualidad presentando temas como:
- Esa piba soy yo[7]
- Haragán
- Hambre
- Garufa
- Por una cabeza de Carlos Gardel

Espectáculos como cantante:
- Solo Tango (2007)
- La Casona del Teatro (2007)
- Lunfardeando (2010/2011) acompañada por un dúo de guitarra y bandoneón.[8]
- Tangos Reos y Tangos con un Toque Flamenco (2011) junto a Bam Benítez

Fiel colaboradora con las asociaciones solidarias hizo una presentación especial para Prevención del Abuso y del Maltrato en Menores (EPAMM).
En el 2013 estuvo como invitada especial en el programa Peligro: Sin codificar en una parodia a un programa del tango.

## Vida privada
Estuvo casada desde 1973 con el mítico conductor argentino Roberto Galán, divorciándose un tiempo después, y con quien tuvo a su hija Florencia, quien actualmente esta unida en matrimonio con un holandés y tiene dos hijos. Convivieron juntos por más de 18 años.